# Grzegorz Sarata
Grzegorz Wincenty Sarata (ur. 7 grudnia 1970 w Szczawnicy) – polski kajakarz – kanadyjkarz, olimpijczyk z Barcelony 1992.
Na igrzyskach w Barcelonie wystartował w konkurencji C-1 slalom zajmując 13. miejsce.